# Годзеше-Вельке
Годзеше-Вельке (пол. Godziesze Wielkie) — село в Польщі, у гміні Годзеше-Вельке Каліського повіту Великопольського воєводства.
Населення — 714 осіб (2011).
У 1975-1998 роках село належало до Каліського воєводства.

## Демографія
Демографічна структура станом на 31 березня 2011 року:
|          | Загалом | Допрацездатний вік | Працездатний вік | Постпрацездатний вік |
| -------- | ------- | ------------------ | ---------------- | -------------------- |
| Чоловіки | 339     | 65                 | 239              | 35                   |
| Жінки    | 375     | 63                 | 231              | 81                   |
| Разом    | 714     | 128                | 470              | 116                  |